# Bertrix
Pour l’article ayant un titre homophone, voir Bertry.
Bertrix (prononcer [bɛʁtʁi] ; en wallon Bèrtrè) est une ville francophone de Belgique située en Région wallonne dans la province de Luxembourg et l’arrondissement de Neufchâteau, ainsi qu’une localité où siège son administration. Elle compte environ 9000 habitants.

## Géographie

### Sections et localités
La commune est divisées en 5 sections, dans ces dernières se trouvent plusieurs villages rattachés à la commune

#### Sections
| # | Nom             | Superf. (km²) | Habitants (2020) | Habitants par km² | Code INS |
| - | --------------- | ------------- | ---------------- | ----------------- | -------- |
| 1 | Bertrix         | 47,17         | 6.100            | 129               | 84009A   |
| 2 | Jehonville      | 32,70         | 742              | 23                | 84009B   |
| 3 | Orgeo           | 33,08         | 1.301            | 39                | 84009C   |
| 4 | Cugnon          | 11,76         | 360              | 31                | 84009D   |
| 5 | Auby-sur-Semois | 13,80         | 339              | 25                | 84009E   |

#### Villages et hameaux
Acremont, Assenois, Biourge, Blanche-Oreille, Glaumont, La Géripont, La Girgaine, Mortehan, Nevraumont, Rossart et Sart.

### Répartition de l'espace
L’espace communal se répartit comme suit :
- Superficie totale : 13 770 ha
- Agriculture : 5 670 ha (prairies)
- Sylviculture : 6 782 ha (hêtres et épicéas principalement)
- Flore : plus de 500 espèces, dont 17 protégées et/ou très rares
- Faune : cervidés et sangliers en forêt, colonies de chauve-souris, oiseaux, 82 espèces nicheuses, 28 en migration, 14 menacées ou sensibles, batraciens et reptiles, 14 espèces, 20 sites d'un très grand intérêt biologique.

### Communes limitrophes
| Paliseul | Libin       | Libramont-Chevigny |
|          | Bertrix     | Neufchâteau        |
| Bouillon | Florenville | Herbeumont         |

### Communications
La gare ferroviaire de Bertrix est desservie par la ligne 165 Athus-Libramont.

### Autres villages compris dans la commune
Biourge, Orgeo, Rossart, Nevraumont, Auby-sur-Semois, Cugnon, Mortehan, La Géripont, Assenois, Blanche-Oreille, Glaumont, Jehonville, Sart, Acremont, La Girgaine.

## Démographie

### Évolution démographique avant la fusion de 1977
- Source: DGS, 1831 à 1970=recensements population, 1976= habitants au 31 décembre

### Évolution démographique de la commune fusionnée
En tenant compte des anciennes communes entraînées dans la fusion de communes de 1977, on peut dresser l'évolution suivante:
Les chiffres des années 1831 à 1970 tiennent compte des chiffres des anciennes communes fusionnées.
- Source: DGS , de 1831 à 1981=recensements population; à partir de 1990 = nombre d'habitants chaque 1 janvier[4]

## Histoire

### Château des Fées
La Semois et ses affluents ont créé dans la roche schisteuse des sites propices à l'aménagement de refuges pour les populations celtiques, romaines et autres. Deux fortifications de type éperon barré ont été mises au jour dans les années 1970 par A. Matthys et G. Hossey . 
Le « château des Fées » se dresse à mi-chemin entre Bertrix et Mortehan (Cugnon). Le site forme un éperon enserré dans le confluent de deux ruisseaux, en un endroit stratégique pour le contrôle d'une voie naturelle nord-sud. Protégée par des pentes abruptes, la fortification dessine un ovale, dont l'intérieur s'étageait en plusieurs terrasses. 
Trois périodes d'aménagement ont été distinguées : une palissade en bois indatable, une enceinte probablement romaine de pierres sèches empruntant le tracé primitif de la palissade et une tour massive des IIIe et IVe siècles, et enfin un vaste donjon et une consolidation de la muraille au Moyen Âge (XIe – XIIe siècles).

### Oppidum du Trinchî
Le village de Cugnon est dominé à l'ouest par un promontoire ceinturé dans un méandre de la Semois. La partie la plus abrupte accueille l'« oppidum du Trinchî » sur 6,25 ha. 
Des pentes raides protègent naturellement le site à l'ouest et à l'est. De grands travaux ont été malgré tout nécessaires pour fortifier convenablement la place. Si une dépression naturelle de 100 m, appelée Trinchî ou fossé, barre l'accès au sud, la crête parallèle a été pourvue d'une importante levée de terre. Des murs de barrage ont été également construits à l'ouest et au nord. 
Cet oppidum remonterait à l'époque gauloise, appelée La Tène Final (120–58 avt J.-C.).

### Première Guerre mondiale
Le 24 août 1914, les 115e, 116e, 117e, 118e RI de l'armée impériale allemande, passèrent par les armes 11 civils et détruisirent 4 maisons, lors des atrocités allemandes commises au début de l'invasion.
L'histoire et la mémoire de Bertrix sont, par ailleurs, étroitement attachées à celle de Montauban (France). En effet, « Les soldats de la 33e Division d’Infanterie basé à Montauban seront décimés dans la forêt de Bertrix, le 22 août 1914 ». Dans chacune de ces deux localités, une statue a été récemment érigée pour rappeler la tragédie de ces premiers combats de la Grande Guerre.

### Seconde Guerre mondiale
Le 11 mai 1940, lendemain du déclenchement de la campagne des 18 jours, Bertrix est prise vers 16 h par les Allemands de la 1re Panzerdivision, qui a pour objectif de traverser la Meuse au niveau de Sedan. Plusieurs éléments de la cavalerie française avaient Bertrix dans leur itinéraire de repli et il y aura ainsi des chars Hotchkiss qui y seront abandonnés, les équipages rejoignant leurs lignes à pied.
Pendant l'été de 1944, la commune de Bertrix a hébergé un des six camps établis en Ardenne belge par la Mission Marathon, pour abriter des aviateurs alliés abattus en territoires occupés. Le camp d'Acremont était situé dans la forêt de Luchy, au lieu-dit Falizules. Placé sous la direction de Georges Arnould, ce camp fut un modèle d'organisation. De nombreux habitants de la région ont apporté leur aide au fonctionnement du camp ainsi qu'à la sécurité et au ravitaillement des aviateurs. Au moins 47 aviateurs alliés sont passés par ce camp : des Américains, des Britanniques et des Canadiens. Ils sont restés au camp jusqu'à la libération par les troupes américaines le 8 septembre 1944 .
Libérée à l'automne 1944, la région de Bertrix est de nouveau le théâtre de combats lors de l'offensive allemande des Ardennes au cours de l'hiver.

## Héraldique
|  | La commune possède des armoiries. Blasonnement : D’argent à trois fers d’âne mal ordonnés de sable, cloutés d’or, posés en barre. Source du blasonnement : Lieve Viaene-Awouters et Ernest Warlop, Armoiries communales en Belgique, Communes wallonnes, bruxelloises et germanophones, t. 1 : Communes wallonnes A-L, Bruxelles, Dexia, 2002, p. 167. |

## Politique et administration

### Conseil et collège communal 2024-2030
Ci-dessous, le tableau des résultats des élections communales de 2024.
| Parti | Parti       | Voix (2024) | Voix (2018) | % (2024) | % (2018) | +/-    | Sièges  | +/- | Collège |
| ----- | ----------- | ----------- | ----------- | -------- | -------- | ------ | ------- | --- | ------- |
|       | ECOLO       | 519         | 716         | 9,20%    | 12,64%   | 3.44 % | 1 / 21  | 1.0 | Non     |
|       | ACTION 2030 | 3.522       | 3.065       | 62,46%   | 54,11%   | 8.35 % | 14 / 21 | 3.0 | Oui     |
|       | ENSEMBLE    | 1.598       | 1.883       | 28,34%   | 33,25%   | 4.91 % | 6 / 21  | 0.0 | Non     |
| Total | Total       | 5 639       | 5 664       | 100 %    | 100 %    |        | 21      |     |         |

| Collège communal   |                   |                  |
| ------------------ | ----------------- | ---------------- |
| Bourgmestre        | Mathieu Rossignol | MR - ACTION 2030 |
| 1er Échevin        | Guillaume Baudoin | MR - ACTION 2030 |
| 2e Échevin         | Laurent Contor    | MR - ACTION 2030 |
| 3e Échevine        | Aurélie François  | MR - ACTION 2030 |
| 4e Échevin         | Denis Collard     | MR - ACTION 2030 |
| Présidente du CPAS | Vinciane Pierrard | PS - ACTION 2030 |

### Liste des bourgmestres depuis 1977
| Entrée en fonction | Identité                                    | Parti                       |
| ------------------ | ------------------------------------------- | --------------------------- |
| 1977               | Philippe Pignolet                           | Centre démocrate humaniste. |
| 1982               | Georges Gonty François Collot Robert Dufour | ?                           |
| 1989               | Philippe Pignolet                           | Centre démocrate humaniste  |
| 1995               | Roger François                              | Centre démocrate humaniste. |
| 2000               | Olivier Boclinville                         | Mouvement réformateur       |
| 2010               | Michel Hardy                                | Mouvement réformateur       |
| 2018               | Mathieu Rossignol                           | Mouvement réformateur       |

### Jumelages
- Charmes (France) depuis 1967
- Pointe-à-l'Église (États-Unis) depuis 1992
- Rusca Montană (Roumanie) depuis 1990

### Sécurité et secours
La commune fait partie de la zone de police Semois et Lesse pour les services de police, ainsi que de la zone de secours Luxembourg pour les services de pompiers. Le numéro d'appel unique pour ces services est le 112.

## Patrimoine et culture

### Culture

#### Le Rallye Trompes des Ardennes «Croix Mambour»
Vers 1990, Monsieur Paul Pierret fonda une école de trompes de chasse, au sein de l'académie de musique de la commune de Bertrix. Pour ce il fit appel à Monsieur P. Carabin, directeur musical d'un célèbre groupe belge : « Le Rallye Trompes de l'Hertogenwald » et pédagogue de cet instrument. Nombreux étaient les amateurs désirant apprendre les vertus de l'instrument. Plusieurs moniteurs se sont succédé dans cette école de trompes : messieurs P. Carabin, Jules et Bertrand Bourgeois, Patrick Lassence (directeur musical du Royal Forêt St Hubert)…
En 1992, Messieurs Paul Pierret et Alain Godfrin eurent l'idée de former un nouveau groupe de trompes de chasse : Le Rallye Trompes des Ardennes « Croix Mambour », le long des méandres de la Semois, en plus des Échos de la Semois de Nafraiture (Vresse/Semois) fondé en 1977 par Monsieur Joseph Bartiaux et des Trompes du Val d'Attert, situé près de la source de la Semois, à deux pas d'Arlon. Le groupe participera à des concours fédéraux organisés par la Fédération des Trompes de Belgique et aura remporté quelques titres. Actuellement, le groupe se compose d'une dizaine de sonneurs et l'école d'une dizaine d'élèves.

## Images

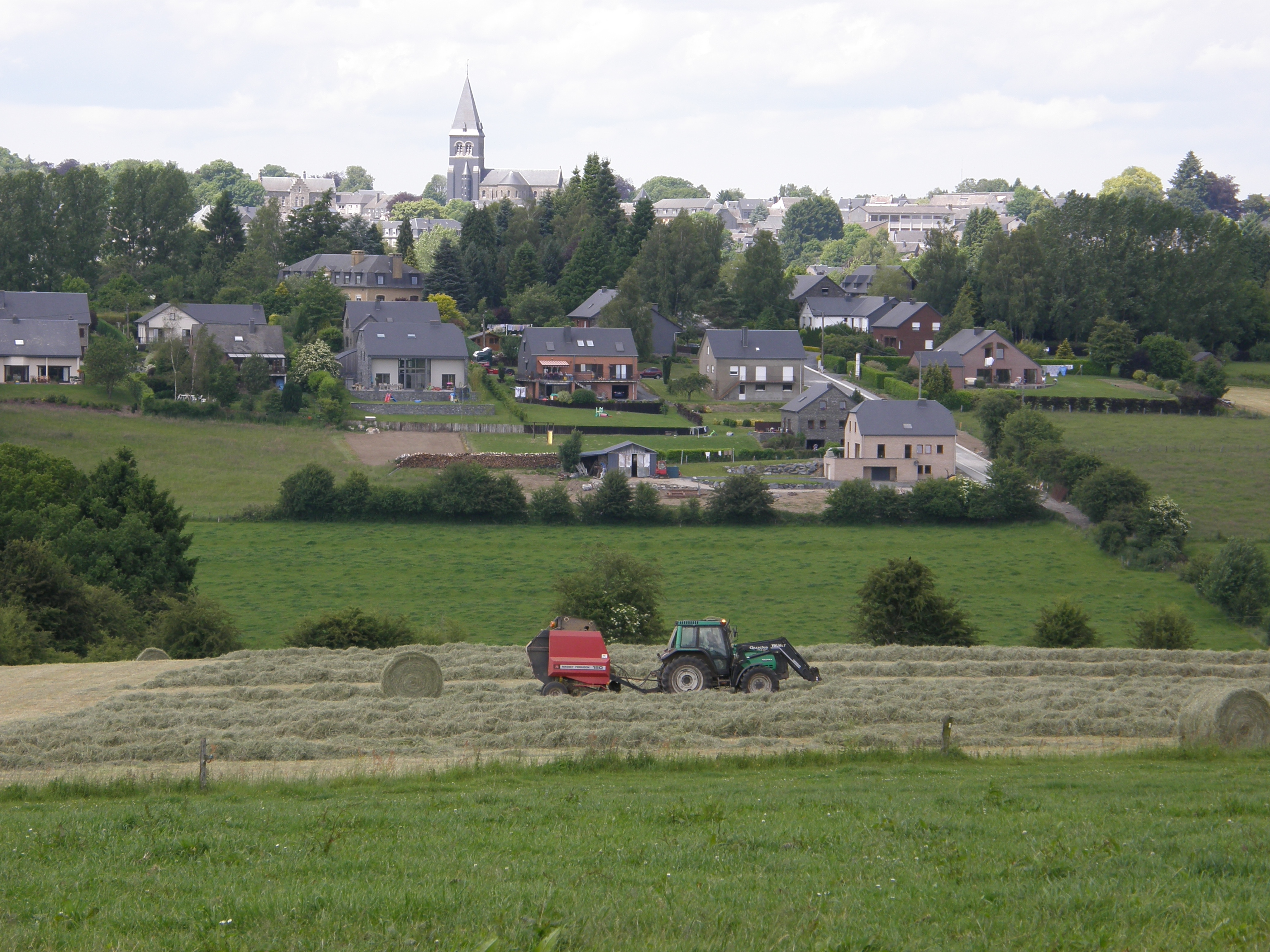
Vue de Bertrix et son église.
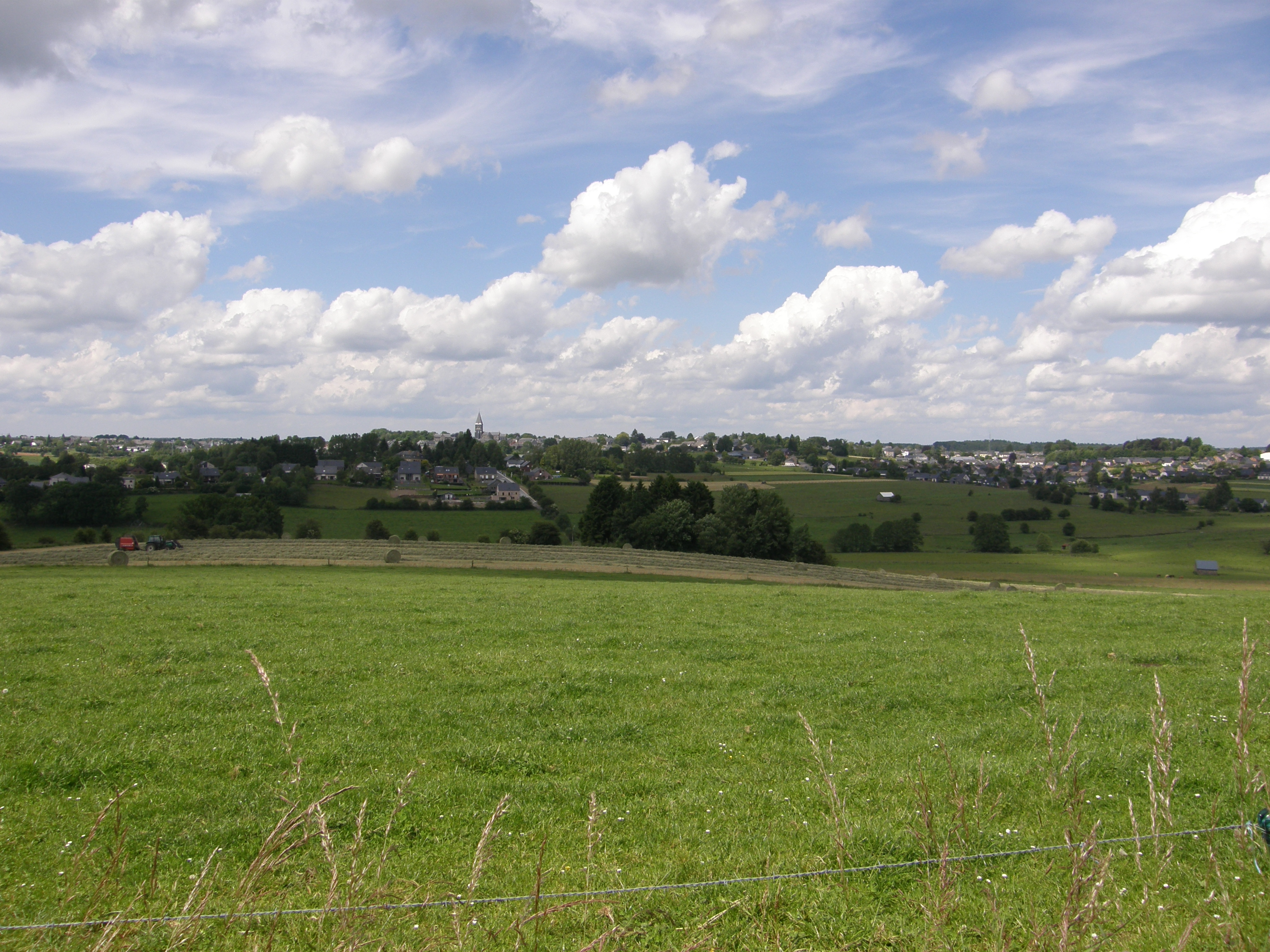
Vue de Bertrix.
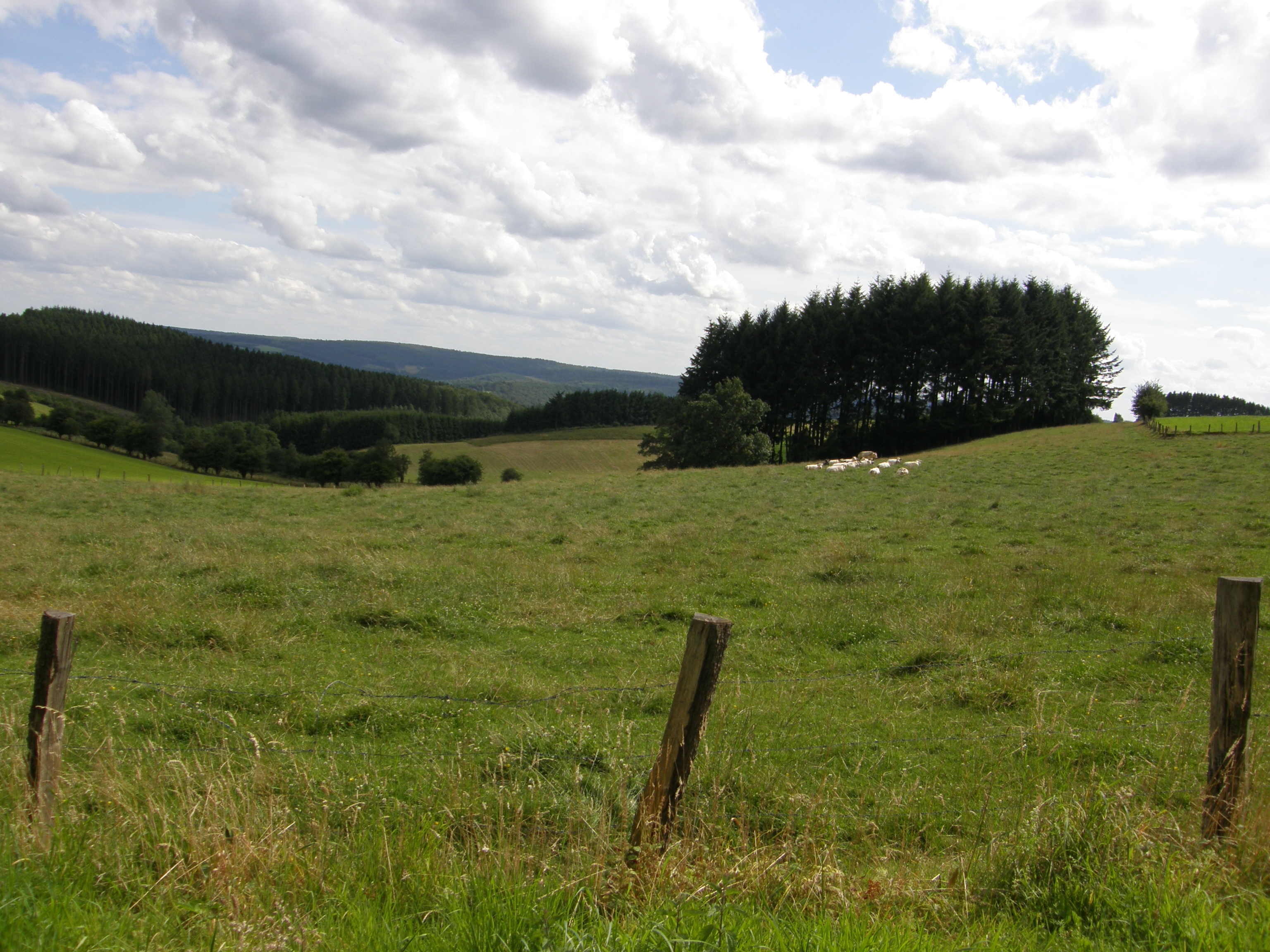
Vue de la vallée d'Auby.
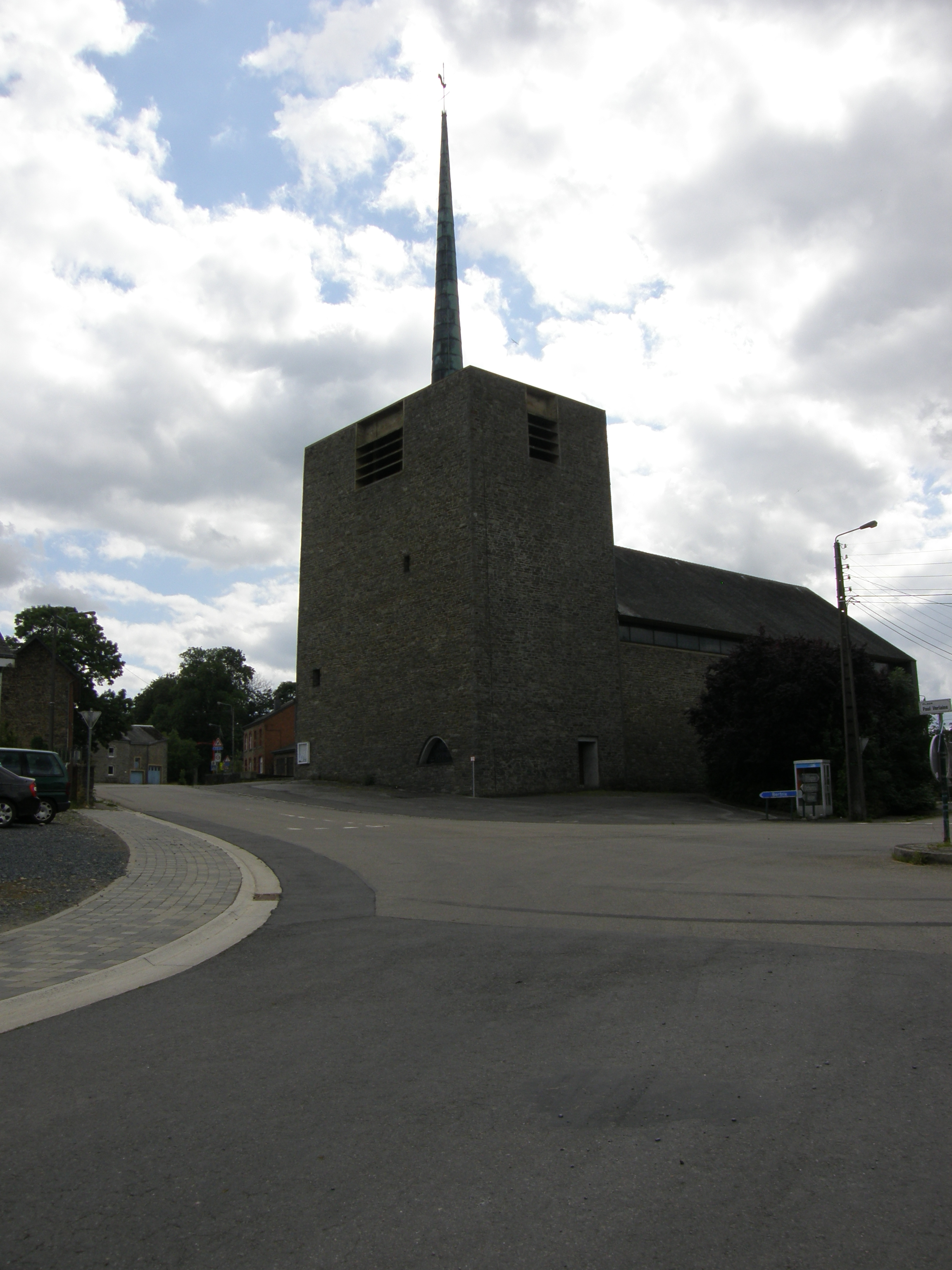
Église de Jehonville.
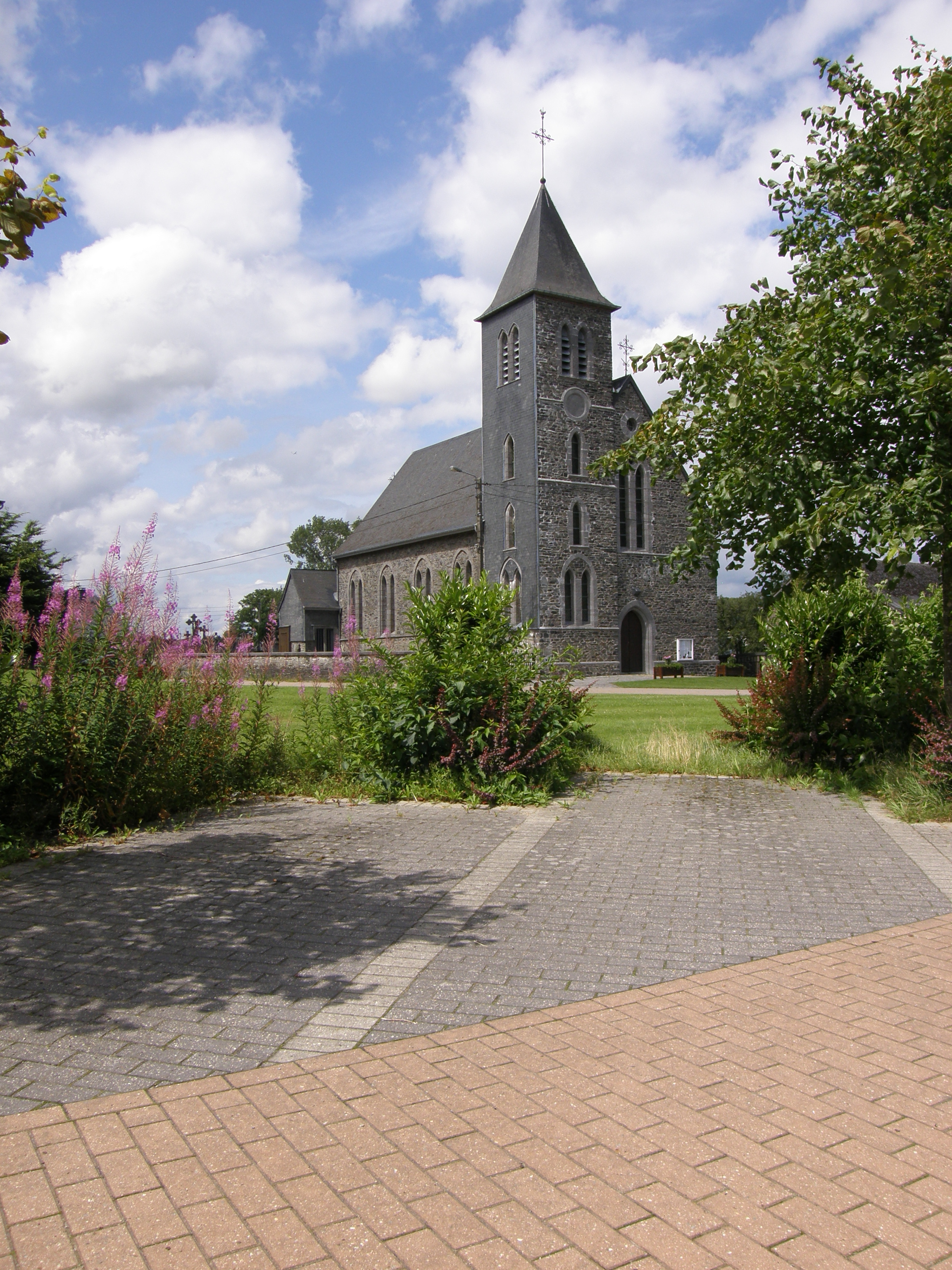
Église d'Assenois.
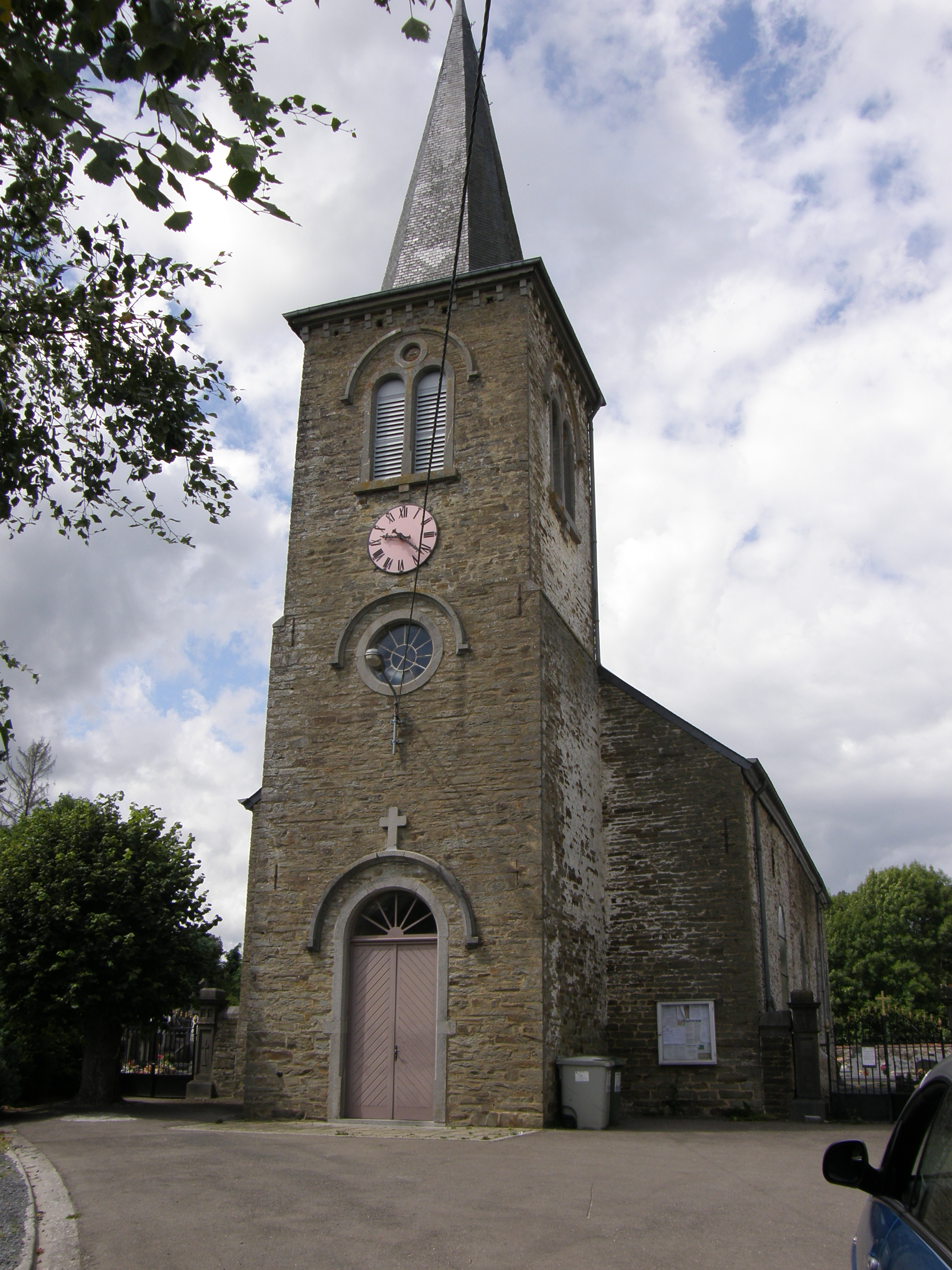
Église de Rossart.
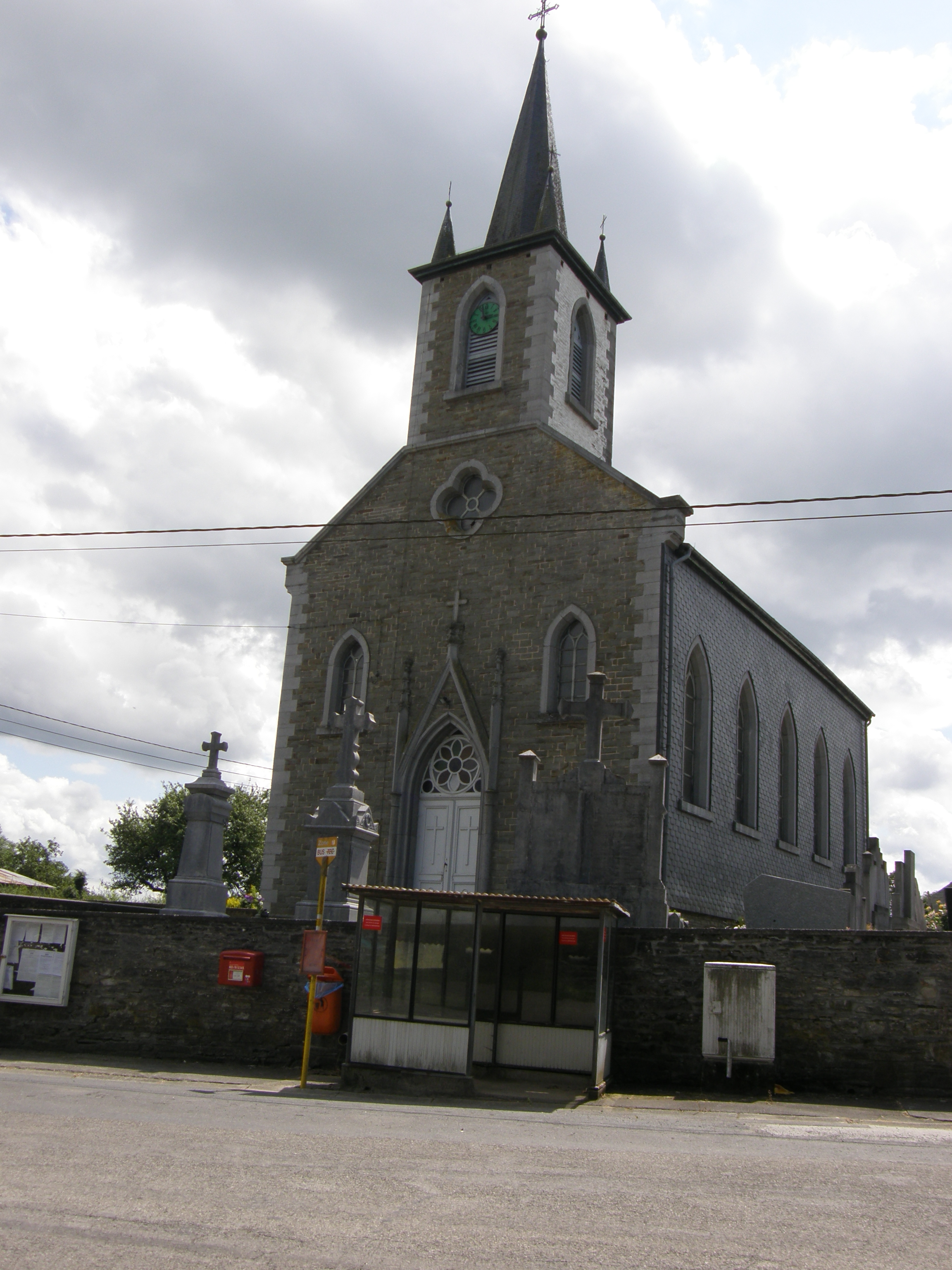
Église de Biourge.
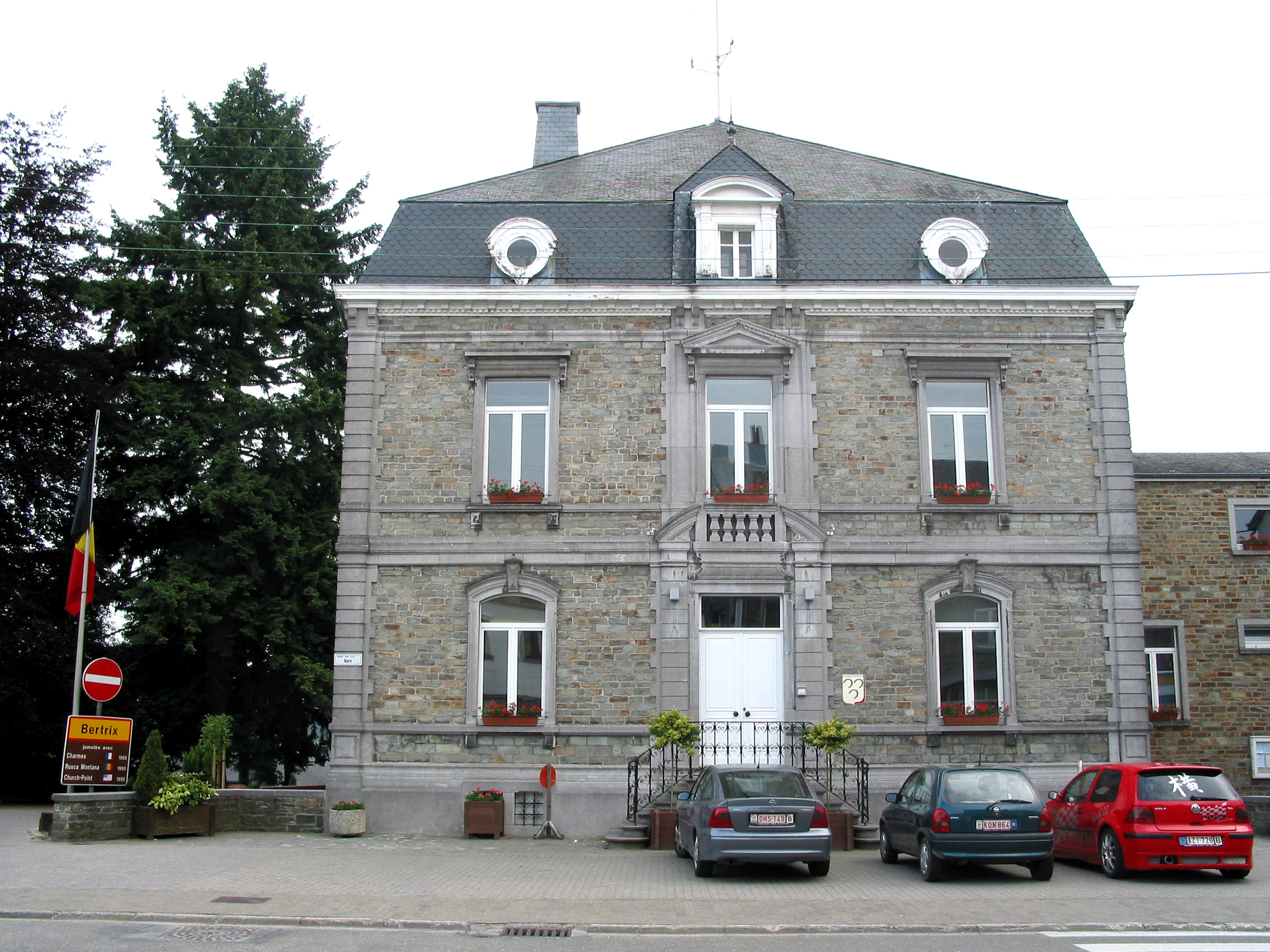
Bertrix, la maison communale.

## Personnalités liées à la commune
- Emile Savoy (1877-1935), Homme politique suisse
- Etienne-Constantin de Gerlache (1785-1871), Homme d’Etat, magistrat et historien belge, né et ayant vécu à Biourge (commune de Bertrix)
- Hubert Pierlot (1883-1963), Premier ministre (gouvernement Pierlot IV), ministre d'État, né et ayant vécu à Cugnon (commune de Bertrix)
- Paul Verlaine (1844-1896), Ecrivain et poète français, dont le grand-père Henry-Joseph Verlaine fut notaire et résident de Bertrix, et dont le père Nicolas-Auguste y naquit en 1798. Paul Verlaine fit de nombreux séjours en vacances chez ses tantes à Paliseul (commune voisine) et Jéhonville (commune de Bertrix), et écrivit des poèmes inspirés des forêts de la région, "sa petite patrie de coeur": "Au pays de mon père on voit des bois sans nombre; Là des loups font parfois luire leurs yeux dans l'ombre Et la myrtille est noire au pied du chêne vert." [13]
- Maryvonne Collot, peintre, née à Orgeo en 1951.
- Yvette Draux (1930-1949), élue Miss Belgique en 1947, était une Bertrigeoise. Elle reste à ce jour (7/10/2021) la seule Miss Belgique à être également devenue Miss Europe (1947).